# Milavče
Milavče là một làng thuộc huyện Domažlice, vùng Plzeňský, Cộng hòa Séc.